# Scuderie del Quirinale
Le Scuderie del Quirinale sono un palazzo di Roma. Situate davanti al Palazzo del Quirinale, anch'esse di proprietà della Presidenza della Repubblica, sono sede di mostre ed eventi culturali.
Già note con il nome storico di Scuderie papali del Quirinale, l'aggettivo fu poi eliminato per evitare equivoci sulla proprietà attuale.

## Storia
Il palazzo delle Scuderie al Quirinale fu costruito tra il 1722 e il 1732, su terreno già dei Colonna, appartenente alla villa al Quirinale annessa al loro Palazzo. Il primo progetto si deve ad Alessandro Specchi che, su commissione di papa Innocenzo XIII, disegnò un edificio destinato a sostituire quello precedente di Carlo Fontana, dell'inizio del XVIII secolo. Morto Innocenzo XIII, il nuovo papa Clemente XII, nel 1730, affidò a Ferdinando Fuga il compito di ultimare l'opera.
L'edificio ha mantenuto la sua funzione originaria di rimessaggio delle carrozze fino al 1938, anno in cui venne adattato ad autorimessa. Negli anni '80 fu trasformato in un museo delle carrozze. Tra il 1997 e il 1999 venne completamente restaurato su progetto dell'architetto friulana Gae Aulenti, in tempo per il Giubileo del 2000. Destinato ad importante spazio espositivo (circa 1.500 m²), fu inaugurato dal Presidente Ciampi e concesso al comune di Roma. Attualmente ospita grandi mostre di richiamo internazionale ed è una delle sedi per mostre d'arte temporanee di Roma più visitate. 
Sono state gestite dall'Azienda Speciale Palaexpo, ente strumentale di Roma Capitale che si occupa anche di Palazzo delle Esposizioni. Dal 2016 sono state affidate alla gestione di Ales S.p.A., società in house del Ministero della cultura.

## Mostre
1999
- I cento capolavori dell'Ermitage

2000
- In cammino Sebastião Salgado

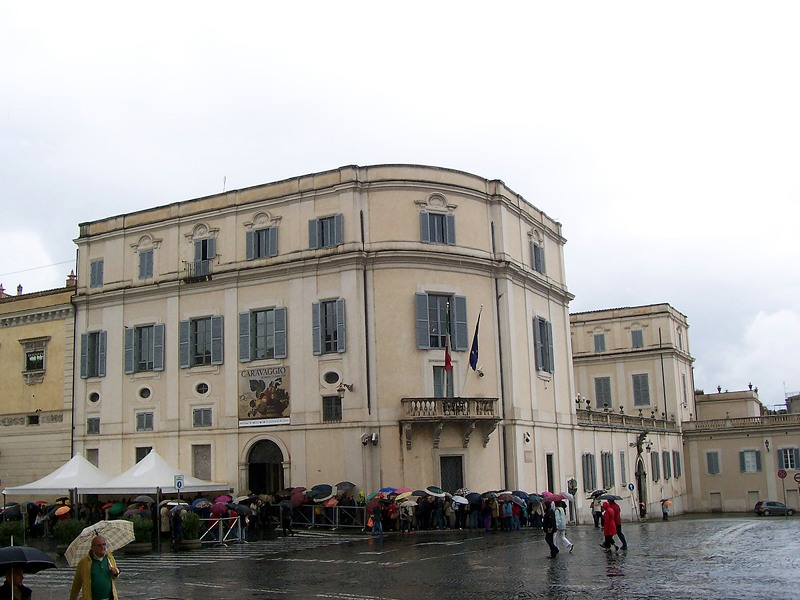
Scuderie del Quirinale

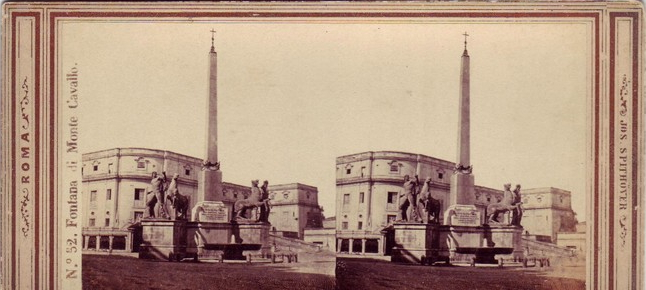
La Fontana dei Dioscuri e, sullo sfondo, le Scuderie, in una stereofotografia di Josef Spithöver (1813-1892)

- Sandro Botticelli. Pittore della Divina Commedia
- Novecento. Arte e storia in Italia

2001
- Rinascimento. Capolavori dei musei italiani

2002
- Diamanti. Arte Storia Scienza
- Fabrizio Plessi. ParadisoInferno
- Rembrandt. Dipinti, incisioni e riflessi sul '600 e '700 italiano

2003
- Roma. Passato e Presente. Fotografie dagli Archivi Alinari
- Maestà di Roma Da Napoleone all'Unità d'Italia - Universale ed eterna
- Metafisica

2004
- Velázquez, Bernini, Luca Giordano - Le corti del Barocco
- Italia. Doppie visioni

2005
- Italia Russia attraverso i secoli. Da Giotto a Malevic. La reciproca meraviglia
- Capolavori del Guggenheim: Il grande collezionismo da Renoir a Warhol
- Passaggi in India. Ieri e oggi
- Burri. Gli artisti e la materia 1945 - 2004

2006
- Antonello da Messina
- Wim Wenders. Immagini dal pianeta Terra
- Cina. Nascita di un Impero

2007
- Dürer e l'Italia
- Santiago Calatrava. Dalle forme all'architettura
- Pop Art! 1956-1968

2008
- Ottocento. Da Canova al Quarto Stato
- Giovanni Bellini

2009
- Futurismo. Avanguardia-Avanguardie
- Scatti di Guerra. Lee Miller e Tony Vaccaro dallo sbarco in Normandia a Berlino

2010
- Caravaggio
- 1861. I pittori del Risorgimento

2011
- Lorenzo Lotto
- Filippino Lippi e Sandro Botticelli nella Firenze del '400

2012
- Tintoretto
- Vermeer. Il secolo d’oro dell’arte olandese

2013
- Tiziano
- Augusto

2014
- Frida Kahlo
- Memling. Rinascimento fiammingo

2015
- Matisse. Arabesque
- Arte della civiltà islamica. La collezione al-Sabah, Kuwait
- Balthus

2016
- Correggio e Parmigianino. Arte a Parma nel Cinquecento
- Capolavori della scultura buddhista giapponese

2017
- Il Museo universale. Dal sogno di Napoleone a Canova
- Picasso. Tra Cubismo e Classicismo: 1915-1925
- Da Caravaggio a Bernini. Capolavori del Seicento italiano nelle collezioni reali di Spagna

2018
- Hiroshige. Visioni dal Giappone
- Ovidio. Amori, miti e altre storie

2020
- Raffaello 1520-1483

2021
- Tota Italia. Alle origini di una nazione
- Inferno, di Jean Clair

2022
- Superbarocco. Arte a Genova da Rubens a Magnasco

2023
- Arte liberata 1932-1947. Capolavori salvati dalla guerra
- L'Italia è un desiderio. Fotografie, paesaggi e visioni 1842-2022: le collezioni Alinari e MuFoCo
- Favoloso Calvino

2024
- Guercino. L'era Ludovisi a Roma

2025
- Barocco globale. Il mondo a Roma nel secolo di Bernini